# 週刊BSデジタルマガジン
週刊BSデジタルマガジン（しゅうかんビーエスデジタルマガジン）とは、BSフジで放送されたテレビ番組。通称「デジマガ」。

## 概要
2000年12月のBSフジ開局から放送開始。BSフジで放送される番組や当時の双方向会員組織「クラブBSフジ」のPRが主な内容であったが、様々な企画が行われた。また、司会のオダギリと阿部のゆるい掛け合いなども密かな人気となった。番組内の決めセリフは「GETチュー」。投げキッスの動きをしながら「○○○（番組情報やプレゼント）をゲッチュー」「デジマガでゲッチュー」。
阿部が結婚し、生活の地を韓国に移すことになったため、2003年12月26日放送終了。
その後、2010年12月1日のBSフジ開局10周年記念特番『BSフジの10年間すべて見せます!デジマガでDAI安☆吉日!』内にて、およそ7年ぶりに一夜限りの復活を果たした。

## 出演者
メイン司会者
- オダギリジョー
- 阿部美穂子
- （フジテレビアナウンサー） - 番組初期のみ

随時出演
- 青木さやか
- 松田大輔

上記2人は揃って「温泉こんにゃくアクロバットショー」というお笑いグループに所属していたが、当番組では共にピン芸人として出演。
- BSくん

## 主なコーナー
- celeb-Life - いわゆるセレブが登場し、日常の生活などをトークするコーナー
- モノ・トーク - プレゼントコーナー
- ル・ランジュ - 女性下着の通販コーナー

## 放送時間
本放送は基本的に週に1本、30分間の放送を1週間繰り返して放送された。1日に4回（朝6時・午前10時・夕3時・深夜1時）を月曜から金曜の帯番組状に放送していた時期もあった。